# 苏利纳
苏利纳是巴西巴拉那州的一个市镇。总面积171.399平方公里，总人口3481人，人口密度20.3人/平方公里。